# La collezione completa
La collezione completa è una raccolta della cantante Gerardina Trovato, pubblicato nel 2005 dall'etichetta discografica Sugar Music.

## Descrizione
Raccolta formata da 2 CD contenente i più grandi successi di Gerardina Trovato.

## Tracce
CD1 (Sugar, 300-4361)
1. Ma non ho più la mia città – 4:24
2. Vivo per te – 3:40
3. Chissà – 4:14
4. Goodbye – 3:44
5. E già (feat. Renato Zero) – 3:59
6. Dimmi almeno il nome – 3:43
7. Lasciami libere le mani – 3:22
8. Piccoli già grandi – 4:23
9. È successo a noi – 3:45
10. Nascerai – 3:43
11. Mammone – 4:18
12. Voglio di più – 3:41
13. Sognare sognare – 4:13
14. Facce piccole pulite – 4:22
15. Forse l'anima – 4:02
16. La mia Luna – 3:39
17. Se ci sei – 4:00
18. I miei pensieri sono tutti lì (bonus track) – 4:16
19. Vita spericolata (bonus track) – 4:42

Durata totale: 76:10
CD2  (Sugar, 300-4361)
1. Non è un film – 4:37
2. Chissà se si muore davvero – 4:02
3. Dentro una scatola a colori – 4:04
4. Sono le tre – 5:00
5. Gechi e vampiri – 2:45
6. Cambierò domani – 4:07
7. Amori amori – 3:46
8. È stata un'avventura – 3:51
9. Il sole dentro – 4:00
10. Una storia già finita – 4:01
11. Cicciona – 3:39
12. Se fossi un uomo – 5:07
13. Vivere (feat. Andrea Bocelli) – 4:03
14. Angeli a metà – 4:21
15. Elisa – 2:41
16. Insieme senza parole – 4:50
17. E mi ripeti domani – 2:31
18. U' pisci spada (bonus track)
19. Lasciami libere le mani (remix) (bonus track) – 5:07

Durata totale: 72:32